# Delphinium turczaninovii
Delphinium turczaninovii är en ranunkelväxtart som beskrevs av N.V. Frizen. Delphinium turczaninovii ingår i släktet storriddarsporrar, och familjen ranunkelväxter. Inga underarter finns listade i Catalogue of Life.